# Stadsbrand van Lochem
De stadsbrand van 1615 is de grootste stadsbrand die de Nederlandse stad Lochem in haar geschiedenis heeft getroffen. 
Op 6 april 1615 brandde de stad Lochem volledig af.  
Om acht uur 's avonds brak er bij het bierbrouwen brand uit. In een mum van tijd stond de hele stad in brand. De kerktoren brandde volledig uit. De kerk zelf liep grote schade op. Slechts enkele huizen werden gespaard. 
De ramp werd veroorzaakt door een nalatigheid van mevrouw Eefsse Tonhues. Zij was net even weggelopen bij het drogen van ontkiemd graan tot mout. Het memorie- en resolutieboek van Lochem vermeldt: 

"Alsoe Eeffse Tonhues durch haer versuem gecausirdt den jammerlicken brandt dieser geheeler
stadt mitt kercke, toren, raedt, gashueser en sonsten"

De kerkenraad van Zutphen besloot de getroffen inwoners van Lochem met 100 gulden te ondersteunen. Ook verzorgde men in Zutphen tijdelijk de opvang van 20 dakloze bejaarden. 

## Externe bron
- Beschrijving van de stadsbrand in Lochem